# Macau Grand Prix 2010 (Formel 3)
Der Macau Grand Prix 2010 war der 57. Macau Grand Prix. Er fand am 21. November 2010 auf dem Guia Circuit in Macau statt.

## Berichte

### Hintergrund
Zum Macau Grand Prix 2010 traten 30 Piloten aus der britischen Formel-3-Meisterschaft, dem deutschen Formel-3-Cup, der European F3 Open, der Formel-3-Euroserie, der Formel Renault 3.5, der GP3-Serie und der japanischen Formel-3-Meisterschaft an. Unter anderem starteten der Vorjahressieger Edoardo Mortara, der in dieser Saison die Formel-3-Euroserie für sich entschieden hatte, sowie Jean-Éric Vergne, der britische Formel-3-Meister, und Yūji Kunimoto, der japanische Formel-3-Meister, zu diesem Rennen.
13 Piloten starteten mit Volkswagen-, 12 Piloten mit Mercedes-Benz, 3 Piloten mit Toyota- und je 1 Pilot mit Honda- bzw. Nissan-Motoren.

### Qualifying
Im ersten Qualifying am Donnerstag erzielte Mortara die schnellste Runde vor Valtteri Bottas und seinem Teamkollegen Marco Wittmann. Nach dem Qualifying wurden diverse Piloten wegen des Ignorierens von gelben Flaggen mit einer Strafversetzung um fünf Positionen belegt. Das zweite Qualifikationstraining wurde wegen Unfällen in anderen Rennserien, die ebenfalls in Macau vertreten waren, von Freitag auf Samstag verschoben. Mortara erzielte auch hier die schnellste Runde vor Bottas. Dritter wurde Laurens Vanthoor. Die Pole-Position des Qualifikationsrennens ging somit an Mortara. Auf den Plätzen zwei und drei folgten Bottas und Vanthoor.

### Qualifikationsrennen
Im Qualifikationsrennen, in dem die Startaufstellung für das Rennen ermittelt wurde, gewann Mortara. Dem Signature-Pilot gelang ein Start-Ziel-Sieg vor seinen Teamkollegen Vanthoor und Daniel Abt. Während Mortaras Spitzenposition nur beim Start gefährdet war, musste Vanthoor zunächst an Abt vorbeifahren. Dies gelang Vanthoor in der dritten Runde. Abt gelang es schließlich Bottas hinter sich zu halten und kam auf dem dritten Platz ins Ziel. Auf den ersten fünf Positionen lagen nur Piloten aus der Formel-3-Euroserie. Renger van der Zande (GP3-Serie) war der beste Pilot aus einer anderen Meisterschaft.
Der Sieger Mortara ordnete den Sieg des Qualifikationsrennens anschließend folgendermaßen ein: „Mein Start war nicht so gut, aber ich konnte mir die Führung noch in der ersten Runde wiederholen. Als mein Vorsprung groß genug war, habe ich etwas Geschwindigkeit herausgenommen. Dieser Sieg ist zwar schön, aber wirklich wichtig ist es erst morgen, denn dann erst steht das Hauptrennen des Wochenendes auf dem Programm.“

### Rennen
Mortara behielt zunächst die Führung in Macau. Nach dem Restart nach einer Safety-Car-Phase übernahm zwischenzeitlich Abt die Führung des Rennens. Abt schied jedoch in Führung liegend nach einem Unfall aus. Der 17-jährige Rennfahrer hatte in einer Linkskurve plötzlich auftretendes Untersteuern, traf die rechte Leitplanke und schlug links ein. Anschließend lag Vanthoor in einer Führung, bis er von Mortara nach dem Restart nach einer weiteren Safety-Car-Phase überholt wurde. Mortara gelang es in den folgenden Runden, seinen Vorsprung weiter zu vergrößern und er gewann schließlich das Rennen. Vanthoor wurde vor Bottas Zweiter. Mortara ist der erste Pilot, der das Formel-3-Rennen in Macau zum zweiten Mal gewann.
Mortara freute sich mit folgenden Worten über diesen Sieg: „Der erste Fahrer zu sein, der den Grand Prix in Macau zweimal in Folge zu gewinnen, fühlt sich großartig an und ist eine große Ehre. Ich hatte aber kein leichtes Spiel und auch in diesem Jahr starke Konkurrenz. Laurens Vanthoor und auch Daniel Abt haben mir alles abgefordert. Als ich endlich vorn lag, habe ich 120 Prozent gegeben, um mich von den Verfolgern abzusetzen und den Sieg nach Hause zu fahren.“

## Meldeliste
Alle Fahrer nutzten Dallara F308 Chassis.
| Team                       | Auto # | Nr.                    | Motor         | reguläre Meisterschaft            |
| -------------------------- | ------ | ---------------------- | ------------- | --------------------------------- |
| Signature                  | 01     | Edoardo Mortara        | Volkswagen    | Formel-3-Euroserie                |
| Signature                  | 02     | Marco Wittmann         | Volkswagen    | Formel-3-Euroserie                |
| Signature                  | 03     | Laurens Vanthoor       | Volkswagen    | Formel-3-Euroserie                |
| Signature                  | 04     | Daniel Abt             | Volkswagen    | Deutscher Formel-3-Cup            |
| Carlin                     | 05     | Jean-Éric Vergne       | Volkswagen    | Britische Formel-3-Meisterschaft  |
| Carlin                     | 06     | James Calado           | Volkswagen    | Britische Formel-3-Meisterschaft  |
| Carlin                     | 07     | Jazeman Jaafar         | Volkswagen    | Britische Formel-3-Meisterschaft  |
| Carlin                     | 08     | António Félix da Costa | Volkswagen    | Formel-3-Euroserie                |
| TOM’S                      | 09     | Yūji Kunimoto          | Toyota        | Japanische Formel-3-Meisterschaft |
| TOM’S                      | 10     | Rafael Suzuki          | Toyota        | Japanische Formel-3-Meisterschaft |
| Räikkönen Robertson Racing | 11     | Alexander Sims         | Mercedes-Benz | Formel-3-Euroserie                |
| Räikkönen Robertson Racing | 12     | Felipe Nasr            | Mercedes-Benz | Britische Formel-3-Meisterschaft  |
| Räikkönen Robertson Racing | 13     | Michael Ho             | Mercedes-Benz | European F3 Open                  |
| Räikkönen Robertson Racing | 14     | Rio Haryanto           | Mercedes-Benz | GP3-Serie                         |
| Prema Powerteam            | 15     | Daniel Juncadella      | Mercedes-Benz | Formel-3-Euroserie                |
| Prema Powerteam            | 16     | Roberto Merhi          | Mercedes-Benz | Formel-3-Euroserie                |
| Prema Powerteam            | 28     | Valtteri Bottas        | Mercedes-Benz | Formel-3-Euroserie                |
| Fortec Motorsport          | 17     | Oliver Webb            | Mercedes-Benz | Britische Formel-3-Meisterschaft  |
| Fortec Motorsport          | 18     | William Buller         | Mercedes-Benz | Britische Formel-3-Meisterschaft  |
| Fortec Motorsport          | 19     | Lucas Foresti          | Mercedes-Benz | Britische Formel-3-Meisterschaft  |
| Toda Racing/KCMG           | 20     | Alexandre Imperatori   | Honda         | Japanische Formel-3-Meisterschaft |
| ThreeBond Racing           | 21     | Yūhi Sekiguchi         | Nissan        | Japanische Formel-3-Meisterschaft |
| Hanashima Racing           | 22     | Hideki Yamauchi        | Toyota        | Japanische Formel-3-Meisterschaft |
| Hitech Racing              | 23     | Carlos Huertas         | Volkswagen    | Britische Formel-3-Meisterschaft  |
| Hitech Racing              | 24     | Carlos Muñoz           | Volkswagen    | Formel-3-Euroserie                |
| Motopark Academy           | 26     | Renger van der Zande   | Volkswagen    | GP3-Serie                         |
| Motopark Academy           | 27     | Kimiya Satō            | Volkswagen    | Japanische Formel-3-Meisterschaft |
| Sino Vision Racing         | 29     | Adderly Fong           | Mercedes-Benz | Britische Formel-3-Meisterschaft  |
| CF Racing/Manor Motorsport | 30     | Hywel Lloyd            | Mercedes-Benz | Britische Formel-3-Meisterschaft  |
| Performance Racing         | 32     | Felix Rosenqvist       | Volkswagen    | Deutscher Formel-3-Cup            |
| Quelle:                    |        |                        |               |                                   |

## Klassifikationen

### Qualifying
| Pos. | Nr. | Fahrer                 | Team                       | Q1         | Q2        | Start |
| ---- | --- | ---------------------- | -------------------------- | ---------- | --------- | ----- |
| 01   | 01  | Edoardo Mortara        | Signature                  | 2:13,068   | 2:11,165  | 01    |
| 02   | 28  | Valtteri Bottas        | Prema Powerteam            | 2:13,181   | 2:11,383  | 02    |
| 03   | 03  | Laurens Vanthoor       | Signature                  | 2:13,925   | 2:11,594  | 03    |
| 04   | 04  | Daniel Abt             | Signature                  | 2:14,512   | 2:11,919  | 04    |
| 05   | 02  | Marco Wittmann         | Signature                  | 2:13,593   | 2:11,937  | 05    |
| 06   | 16  | Roberto Merhi          | Prema Powerteam            | 2:15,505   | 2:12,063  | 06    |
| 07   | 23  | Carlos Huertas1        | Hitech Racing              | 2:14,043   | 2:12,543  | 12    |
| 08   | 32  | Felix Rosenqvist       | Performance Racing         | 2:16,889   | 2:12,664  | 07    |
| 09   | 26  | Renger van der Zande   | Motopark Academy           | 2:14,062   | 2:12,682  | 08    |
| 10   | 15  | Daniel Juncadella      | Prema Powerteam            | 2:20,892   | 2:12,861  | 09    |
| 11   | 05  | Jean-Éric Vergne       | Carlin                     | 2:14,751   | 2:13,042  | 10    |
| 12   | 11  | Alexander Sims3        | Räikkönen Robertson Racing | 2:15,350   | 2:13,261  | 20    |
| 13   | 08  | António Félix da Costa | Carlin                     | 2:15,019   | 2:13,511  | 11    |
| 14   | 07  | Jazeman Jaafar         | Carlin                     | 2:16,124   | 2:13,520  | 13    |
| 15   | 30  | Hywel Lloyd            | CF Racing/Manor Motorsport | 2:16,695   | 2:13,536  | 14    |
| 16   | 12  | Felipe Nasr            | Räikkönen Robertson Racing | 2:14,217   | 2:13,576  | 15    |
| 17   | 06  | James Calado1          | Carlin                     | 2:14,266   | 2:13,609  | 18    |
| 18   | 17  | Oliver Webb1           | Fortec Motorsport          | 2:14,666   | 2:13,651  | 19    |
| 19   | 20  | Alexandre Imperatori   | Toda Racing/KCMG           | 2:14,315   | 2:13,752  | 16    |
| 20   | 24  | Carlos Muñoz1 2        | Hitech Racing              | keine Zeit | 2:14,660  | 21    |
| 21   | 10  | Rafael Suzuki          | TOM’S                      | 2:18,459   | 2:14,733  | 17    |
| 22   | 19  | Lucas Foresti1         | Fortec Motorsport          | 2:16,358   | 2:14,743  | 23    |
| 23   | 21  | Yūhi Sekiguchi1        | ThreeBond Racing           | 2:15,128   | 2:14,826  | 27    |
| 24   | 18  | William Buller1        | Fortec Motorsport          | 2:14,855   | 2:20,368  | 28    |
| 25   | 14  | Rio Haryanto           | Räikkönen Robertson Racing | 2:16,139   | 2:14,860  | 22    |
| 26   | 22  | Hideki Yamauchi1       | Hanashima Racing           | 2:15,209   | 2:18,456  | 29    |
| 27   | 09  | Yūji Kunimoto          | TOM’S                      | 2:15,338   | 2:18,473  | 24    |
| 28   | 27  | Kimiya Satō            | Motopark Academy           | 2:16,884   | 2:15,671  | 25    |
| 29   | 13  | Michael Ho             | Räikkönen Robertson Racing | 2:22.672   | 2:16,314  | 26    |
| 30   | 29  | Adderly Fong           | Sino Vision Racing         | 2:18,942   | 13:45,579 | 30    |

Quelle:
1 Will Buller, James Calado, Lucas Foresti, Carlos Huertas, Carlos Muñoz, Yūhi Sekiguchi, Hideki Yamauchi und Oliver Webb wurden um fünf Plätze nach hinten versetzt, da sie im ersten Qualifying gelbe Flaggen missachtet hatten.
2 Carlos Muñoz wurden alle Zeiten aberkannt, da er eine rote Ampel am Boxenausgang missachtet hatte.
3 Alexander Sims wurde aufgrund eines Motorenwechsels um zehn Positionen nach hinten versetzt.

### Qualifikationsrennen
| Pos. | Nr. | Fahrer                 | Team                       | Runden | Zeit       | Start | Schnellste Runde |
| ---- | --- | ---------------------- | -------------------------- | ------ | ---------- | ----- | ---------------- |
| 01   | 01  | Edoardo Mortara        | Signature                  | 10     | 22:14,842  | 01    | 2:12,034         |
| 02   | 03  | Laurens Vanthoor       | Signature                  | 10     | + 2,342    | 03    | 2:11,934         |
| 03   | 04  | Daniel Abt             | Signature                  | 10     | + 9,414    | 04    | 2:12,738         |
| 04   | 28  | Valtteri Bottas        | Prema Powerteam            | 10     | + 9,647    | 02    | 2:12,788         |
| 05   | 02  | Marco Wittmann         | Signature                  | 10     | + 18,766   | 05    | 2:12,888         |
| 06   | 26  | Renger van der Zande   | Motopark Academy           | 10     | + 20,001   | 08    | 2:13,011         |
| 07   | 05  | Jean-Éric Vergne       | Carlin                     | 10     | + 20,709   | 10    | 2:12,765         |
| 08   | 23  | Carlos Huertas         | Hitech Racing              | 10     | + 21,312   | 12    | 2:12,979         |
| 09   | 08  | António Félix da Costa | Carlin                     | 10     | + 26,268   | 11    | 2:13,604         |
| 10   | 15  | Daniel Juncadella      | Prema Powerteam            | 10     | + 27,576   | 09    | 2:13,790         |
| 11   | 32  | Felix Rosenqvist       | Performance Racing         | 10     | + 31,265   | 07    | 2:13,838         |
| 12   | 12  | Felipe Nasr            | Räikkönen Robertson Racing | 10     | + 35,510   | 15    | 2:14,205         |
| 13   | 07  | Jazeman Jaafar         | Carlin                     | 10     | + 36,516   | 13    | 2:14,266         |
| 14   | 14  | Rio Haryanto           | Räikkönen Robertson Racing | 10     | + 43,046   | 22    | 2:14,044         |
| 15   | 19  | Lucas Foresti          | Fortec Motorsport          | 10     | + 50,375   | 23    | 2:14,482         |
| 16   | 24  | Carlos Muñoz           | Hitech Racing              | 10     | + 50,894   | 21    | 2:14,894         |
| 17   | 09  | Yūji Kunimoto          | TOM’S                      | 10     | + 51,266   | 24    | 2:14,056         |
| 18   | 10  | Rafael Suzuki          | TOM’S                      | 10     | + 52,066   | 17    | 2:14,735         |
| 19   | 18  | William Buller         | Fortec Motorsport          | 10     | + 53,481   | 28    | 2:15,324         |
| 20   | 21  | Yūhi Sekiguchi         | ThreeBond Racing           | 10     | + 53,732   | 27    | 2:14,635         |
| 21   | 22  | Hideki Yamauchi        | Hanashima Racing           | 10     | + 53,956   | 29    | 2:15,084         |
| 22   | 16  | Roberto Merhi          | Prema Powerteam            | 10     | + 55,035   | 06    | 2:12,706         |
| 23   | 29  | Adderly Fong           | Sino Vision Racing         | 10     | + 56,503   | 30    | 2:16,434         |
| 24   | 13  | Michael Ho             | Räikkönen Robertson Racing | 10     | + 1:03,691 | 26    | 2:16,932         |
| 25   | 27  | Kimiya Satō            | Motopark Academy           | 09     | + 1 Runde  | 25    | 2:13,610         |
| —    | 20  | Alexandre Imperatori   | Toda Racing/KCMG           | 08     | DNF        | 16    | 2:13,614         |
| —    | 30  | Hywel Lloyd            | CF Racing/Manor Motorsport | 02     | DNF        | 14    | 2:16,916         |
| —    | 17  | Oliver Webb            | Fortec Motorsport          | 0      | DNF        | 19    | —                |
| —    | 06  | James Calado           | Carlin                     | 0      | DNF        | 18    | —                |
| —    | 11  | Alexander Sims         | Räikkönen Robertson Racing | 0      | DNF        | 20    | —                |

Quelle:

### Rennen
| Pos. | Nr. | Fahrer                 | Team                       | Runden | Zeit      | Start | Schnellste Runde |
| ---- | --- | ---------------------- | -------------------------- | ------ | --------- | ----- | ---------------- |
| 01   | 01  | Edoardo Mortara        | Signature                  | 15     | 39:30,753 | 01    | 2:11,480         |
| 02   | 03  | Laurens Vanthoor       | Signature                  | 15     | + 2,120   | 02    | 2:11,626         |
| 03   | 28  | Valtteri Bottas        | Prema Powerteam            | 15     | + 3,156   | 04    | 2:11,526         |
| 04   | 02  | Marco Wittmann         | Signature                  | 15     | + 6,230   | 05    | 2:11,796         |
| 05   | 26  | Renger van der Zande   | Motopark Academy           | 15     | + 10,631  | 06    | 2:12,104         |
| 06   | 08  | António Félix da Costa | Carlin                     | 15     | + 13,173  | 09    | 2:12,351         |
| 07   | 05  | Jean-Éric Vergne       | Carlin                     | 15     | + 16,508  | 07    | 2:12,814         |
| 08   | 16  | Roberto Merhi          | Prema Powerteam            | 15     | + 19,313  | 22    | 2:12,266         |
| 09   | 32  | Felix Rosenqvist       | Performance Racing         | 15     | + 20,343  | 11    | 2:12,942         |
| 10   | 23  | Carlos Huertas         | Hitech Racing              | 15     | + 21,362  | 08    | 2:13,137         |
| 11   | 12  | Felipe Nasr            | Räikkönen Robertson Racing | 15     | + 22,994  | 12    | 2:12,972         |
| 12   | 20  | Alexandre Imperatori   | Toda Racing/KCMG           | 15     | + 23,926  | 26    | 2:12,769         |
| 13   | 22  | Hideki Yamauchi        | Hanashima Racing           | 15     | + 25,486  | 21    | 2:13,203         |
| 14   | 07  | Jazeman Jaafar         | Carlin                     | 15     | + 25,989  | 13    | 2:12,945         |
| 15   | 18  | William Buller         | Fortec Motorsport          | 15     | + 31,563  | 19    | 2:13,956         |
| 16   | 09  | Yūji Kunimoto          | TOM’S                      | 15     | + 36,143  | 17    | 2:14,340         |
| 17   | 10  | Rafael Suzuki          | TOM’S                      | 15     | + 36,621  | 18    | 2:14,391         |
| 18   | 17  | Oliver Webb            | Fortec Motorsport          | 15     | + 41,413  | 28    | 2:14,628         |
| 19   | 06  | James Calado           | Carlin                     | 15     | + 41,753  | 29    | 2:13,687         |
| 20   | 21  | Yūhi Sekiguchi         | ThreeBond Racing           | 15     | + 46,198  | 20    | 2:14,752         |
| 21   | 29  | Adderly Fong           | Sino Vision Racing         | 15     | + 46,336  | 23    | 2:14,719         |
| 22   | 19  | Lucas Foresti          | Fortec Motorsport          | 15     | + 46,731  | 15    | 2:14,879         |
| 23   | 30  | Hywel Lloyd            | CF Racing/Manor Motorsport | 15     | + 49,720  | 27    | 2:15,195         |
| 24   | 27  | Kimiya Satō            | Motopark Academy           | 15     | + 52,555  | 25    | 2:15,884         |
| —    | 04  | Daniel Abt             | Signature                  | 02     | DNF       | 03    | 4:08,491         |
| —    | 15  | Daniel Juncadella      | Prema Powerteam            | 0      | DNF       | 10    | —                |
| —    | 14  | Rio Haryanto           | Räikkönen Robertson Racing | 0      | DNF       | 14    | —                |
| —    | 24  | Carlos Muñoz           | Hitech Racing              | 0      | DNF       | 16    | —                |
| —    | 13  | Michael Ho             | Räikkönen Robertson Racing | 0      | DNF       | 24    | —                |
| —    | 11  | Alexander Sims         | Räikkönen Robertson Racing | 0      | DNF       | 30    | —                |

Quelle: